# 최현진 (드러머)
최현진은 서태지 밴드 소속의 드러머이다. 2002년에 바세린의 1집 앨범 《The Portrait Of Your Funeral》로 활동을 시작했으며, 지금은 서태지 밴드와 바세린의 드러머로 활동하고 있다.